# Bruxelles-Ingooigem 1956
La Bruxelles-Ingooigem 1956, nona edizione della corsa, si svolse il 13 giugno su un percorso di 245 km, con partenza da Bruxelles e arrivo a Ingooigem. Fu vinta dal belga Jozef Schils della squadra Faema-Guerra davanti ai connazionali e compagni di squadra Rik Luyten e Germain Derycke.

## Ordine d'arrivo (Top 10)
| Pos. | Corridore        | Squadra        | Tempo    |
| ---- | ---------------- | -------------- | -------- |
| 1    | Jozef Schils     | Faema-Guerra   | 7h07'00" |
| 2    | Rik Luyten       | Faema-Guerra   | s.t.     |
| 3    | Germain Derycke  | Faema-Guerra   | s.t.     |
| 4    | Maurice Meuleman | Libertas-Huret | s.t.     |
| 5    | Briek Schotte    | Faema-Guerra   | s.t.     |
| 6    | Gilbert Desmet   | Belgio         | s.t.     |
| 7    | Lucien Mathys    | Groene Leeuw   | s.t.     |
| 8    | Pino Cerami      | Elve-Peugeot   | s.t.     |
| 9    | Andre Rosseel    | Elve-Peugeot   | s.t.     |
| 10   | Karel Clerckx    | Libertas-Huret | s.t.     |